# Acrolophus propinqua
Acrolophus propinqua är en fjärilsart som beskrevs av Walsingham 1887. Acrolophus propinqua ingår i släktet Acrolophus och familjen Acrolophidae. Inga underarter finns listade i Catalogue of Life.